# Chronometrophilia
Chronométrophilia ist der aus dem Griechischen abgeleitete Name der Schweizerischen Vereinigung der Uhrenfreunde (Auf Französisch: Association Suisse des amateurs d'horlogerie).
Die Chronométrophilia vereint Uhrenliebhaber, Uhrensammler und Berufsleute aus der Uhrenbranche, verhilft ihnen zu persönlichen Kontakten und zu Informationen über die Uhrmacherei und die Zeitmessung die geschichtlicher, wissenschaftlicher und künstlerischer Natur sein können. Die Gesellschaft wurde 1975 als „Schweizerische Gesellschaft fur die Geschichte der Zeitmessung“ in La Chaux-de-Fonds gegründet. Heute umfasst sie noch rund 400 Mitglieder, die zum grössten Teil in der Schweiz leben. Die Chronométrophilia verfügt über Vereinsstrukturen und verfolgt keinerlei kommerziellen Zwecke.

## Publikationen
Die Gesellschaft veröffentlicht jährlich zwei Bulletins mit über 100 Seiten in der Regel auf Deutsch und Französisch und tritt als Herausgeberin von ausgewählten Büchern zur Uhrmacherkunst auf. Die Chronométrophilia organisiert jährlich mehrere thematischen Ausflüge, Besichtigungen oder Vorträge und unterstützt die Organisation der Uhrenbörse des Internationalen Uhrenmuseums in La Chaux-de-Fonds (2019 zum 43. Mal).

## Präsidium
- Jean-Michel Piguet, Präsident und Redaktor des Bulletin
- Antoine Simonin, Ehrenpräsident[8]
- Niklaus Maag, Vize-Präsident Deutschschweiz
- Michel Viredaz, Vize-Präsident Romandie

## Schwesterorganisationen
Die großen Organisationen mit vergleichbaren Zielen sind:
- Antiquarian Horological Society (AHS), Vereinigtes Königreich
- Association Française des Amateurs d'Horlogerie Ancienne (AFAHA), Frankreich
- Deutsche Gesellschaft für Chronometrie e.V. (DGC), Deutschland
- HORA Associazione Italiana Cultori di Orologeria Antica, Italien
- National Association of Watch and Clock Collectors (NAWCC), Vereinigte Staaten